# Monetazione di Canusium
Canusium, città dell'Apulia corrispondente all'attuale Canosa, batté moneta propria nel periodo compreso fra il IV e il III secolo a.C.

## Monete di Canusium
Secondo i numismatici la monetazione di Canusium può essere divisa in due periodi, un primo periodo, collocato dopo la deduzione della colonia romana nel 318 a.C. ed il 250 a.C. ed un secondo periodo tra il 250 ed il 225 a.C.
Per il primo periodo si tratta di monete di tipo greco mentre il secondo periodo ha le caratteristiche della monetazione dei popoli italici con l'indicazione del valore, espresso con un numero di globuli uguale alle once. Su tutte comunque l'alfabeto usato è quello greco.

### Primo periodo
Al primo periodo (318-250) sono ascritte tre monete d'argento:
- un obolo. Al dritto un'anfora tra un oinochoe alla destra ed una cornucopia oppure una stella sulla sinistra. Al rovescio una lira a tre corde e le lettere K ed A ai lati. Questa moneta è catalogata da Siciliano[2] come tipi A e B. Monete con queste caratteristiche sono pubblicate nella SNG dell'American Numismatic Society con i numeri 691-3; le tre monete pesano 0,26, 0,34 e 0,43 grammi[3]. Una moneta uguale è presente all'Ashmolean Museum di Oxford (qui[collegamento interrotto]) ed in altri musei.

Sambon e Garrucci, due autori del XIX secolo, citano anche altre due monete d'argento, ma l'attribuzione a Canusium è incerta. Si tratterebbe di due emioboli:
- Helios di faccia al dritto e due semilune al rovescio con le lettere KA. L'esistenza stessa della moneta non è confermata[4].
- Lira al dritto ed al rovescio le lettere KA entro corona[5]

### Secondo periodo
Il secondo periodo (250 - 225 a.C.) vede solo monete di bronzo:
- Diritto: testa giovanile; rovescio: ΚΑΝΥΣΙΝΩΝ cavaliere al galoppo con lancia
- triente: D/ testa giovanile di Eracle R/  •ΚΑ• clava •ΝΥ•
- quadrante D/ testa giovanile di Eracle R/ ••• ΚΑ clava ΝΥ
- sestante D/ testa di Hermes R/ •• ΚΑ in alto, clava, ΝΥ in basso
- sestante D/testa Zeus, laureata. R/ Κ - Α clava entro corona.
- sestante D/testa Zeus, laureata. R/ •• Civetta con ali aperte, a sin ΚΑ

### La testa di Scipione
La moneta con la testa giovanile si stacca dalle altre perché non ha l'indicazione del valore. Secondo Andreas Alföldi la testa giovanile di questa moneta potrebbe essere la rappresentazione di Scipione l'Africano. L'ipotesi non trova seguito tra altri numismatici. per un approfondimento sul tema vedi anche qui
Un'altra immagine della moneta si trova qui Archiviato il 2 luglio 2007 in Internet Archive..
Tipi simili (cavaliere con lancia orizzontale / testa) sono presenti in tutta la monetazione romano-celtibera della Hispania Citeriore, i città come Saguntum, Osca, Turiaso, Bilbilis, Carthago Nova, etc.

## Monete romane
Esiste una serie completa di bronzi romani con la sigla CA. Crawford ipotizza che questa serie sia stata coniata a Canusium. Lo stesso autore propone la datazione 209-208 a.C.
Si tratta in questo caso di una serie di monete battute con i tipi standard della monetazione enea romana, quelli successivi alla prima guerra punica con prora di nave ed indicazione del valore. Il peso standard della serie è di un asse da 27 grammi. Non ci sono monete d'argento.
Le indicazioni erano: I per l'asse, per il semisse S, per i valori minori un numero di globuli pari al valore in once.
La serie, è costituita da:
| Asse      | Giano, sotto CA sopra — | prora, sopra —, avanti CA, sotto ROMA    |
| Semisse   | S, Saturno dx, CA       | prora, sopra S, avanti CA, sotto ROMA    |
| Triente   | ••••, Minerva, CA       | prora, sopra ROMA, avanti CA, sotto •••• |
| Quadrante | ••• Ercole CA           | prora, sopra ROMA, avanti CA, sotto •••  |
| Sestante  | •• testa di Mercurio CA | prora, sopra ROMA, avanti CA, sotto ••   |
| Oncia     | • testa di Roma CA      | prora, sopra ROMA, avanti CA, sotto •    |
| Semioncia | testa di Mercurio CA    | prora, sopra ROMA, avanti CA             |

La serie è indicata come Cr. 100/1...7.
La serie, oltre ad essere contraddistinta dalle lettere "CA" ha altre particolarità.
- i tondelli usati per la coniazione sono stati fusi entro stampi singoli
- il segno per indicare l'asse è — anziché |.
- i trienti sono stati ribattuti su monete dell'Acarnania e di Oeniadae, dalla parte opposta dell'Adriatico.

### Cataloghi
- Sylloge Nummorum Graecorum - American Numismatic Society:
- Sylloge Nummorum Graecorum - France: Italie. Parigi 2003 - ISBN 2-7177-2232-7
- Sylloge Nummorum Graecorum - Copenhagen: Italy.